# Nová Ves u Chýnova
Pour les articles homonymes, voir Nová Ves.
Nová Ves u Chýnova (en allemand : Neudorf) est une commune du district de Tábor, dans la région de Bohême-du-Sud, en Tchéquie. Sa population s'élevait à 325 habitants en 2020.

## Géographie
Nová Ves u Chýnova se trouve à 8 km à l'est-sud-est de Tábor et à 80 km au sud-sud-est de Prague.
La commune est limitée par Chýnov au nord et à l'est, par Radenín au sud, par Turovec au sud-ouest, et par Tábor à l'ouest.

## Histoire
La première mention écrite de la localité date de 1379.